# Zale minereoides
Zale minereoides là một loài bướm đêm trong họ Erebidae.